# Étienne-Jean Delécluze

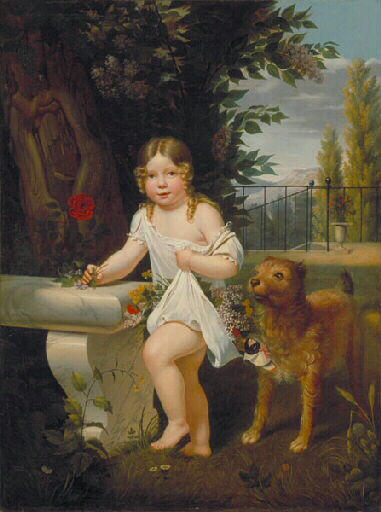
Li ho colti per mio papà - olio su tela di Delécluze, Mâcon, Musée des Ursulines

Étienne-Jean Delécluze (Parigi, 1781 – Versailles, 1863) è stato un pittore e scrittore francese.

## Biografia
Dal 1797 fu allievo di David per circa quattro anni e ne divenne poi assistente e infine amico personale. I suoi soggetti abituali furono di carattere storico e ottenne una medaglia nel Salon del 1808. Classicista e antiromantico, nel 1814 gli fu rifiutata l'ammissione all'Académie e pochi anni dopo, con la restaurazione, rinunciò alla pittura per dedicarsi alla letteratura. 
È stato lo zio materno e mentore dell'architetto Eugène Emmanuel Viollet-le-Duc (1814-1879). Ogni domenica in casa sua, in via Chabanais 1 a Parigi, si riunivano alcuni tra i più noti intellettuali del suo tempo. Fu traduttore di Dante, romanziere e soprattutto critico d'arte, collaborando alla rivista Journal des Debats, pubblicando studi sul Rinascimento italiano, il libro Louis David, son école et son temps che, pubblicato nel 1855, è ancora prezioso per le notizie che riporta sul suo Maestro e la sua scuola. Nel 1862 pubblicò il libro di memorie Souvenirs de soixante années. 

## Dipinti
- Vue d'une maison de campagne, 1807, Musée National Magnin, Dijon
- Blessés de la garde impériale rentrant à Paris en 1814, 1814, Musée National des Châteaux de Versailles et de Trianon
- Prisonniers russes défilant sur le boulevard Saint-Martin en 1814, 1814, Musée National des Châteaux de Versailles et de Trianon
- Troupes alliées russes et anglaises cantonnées à Paris en 1815, 1815, Musée National des Châteaux de Versailles et de Trianon
- Je les ai cueillies pour mon papa, 1818, Musée des Ursulines, Mâcon

## Scritti
- David, son école et son temps (1855), Paris 1983 ISBN 2-86589-009-0
- Souvenirs de soixante années, Paris 1862